# Herkhult

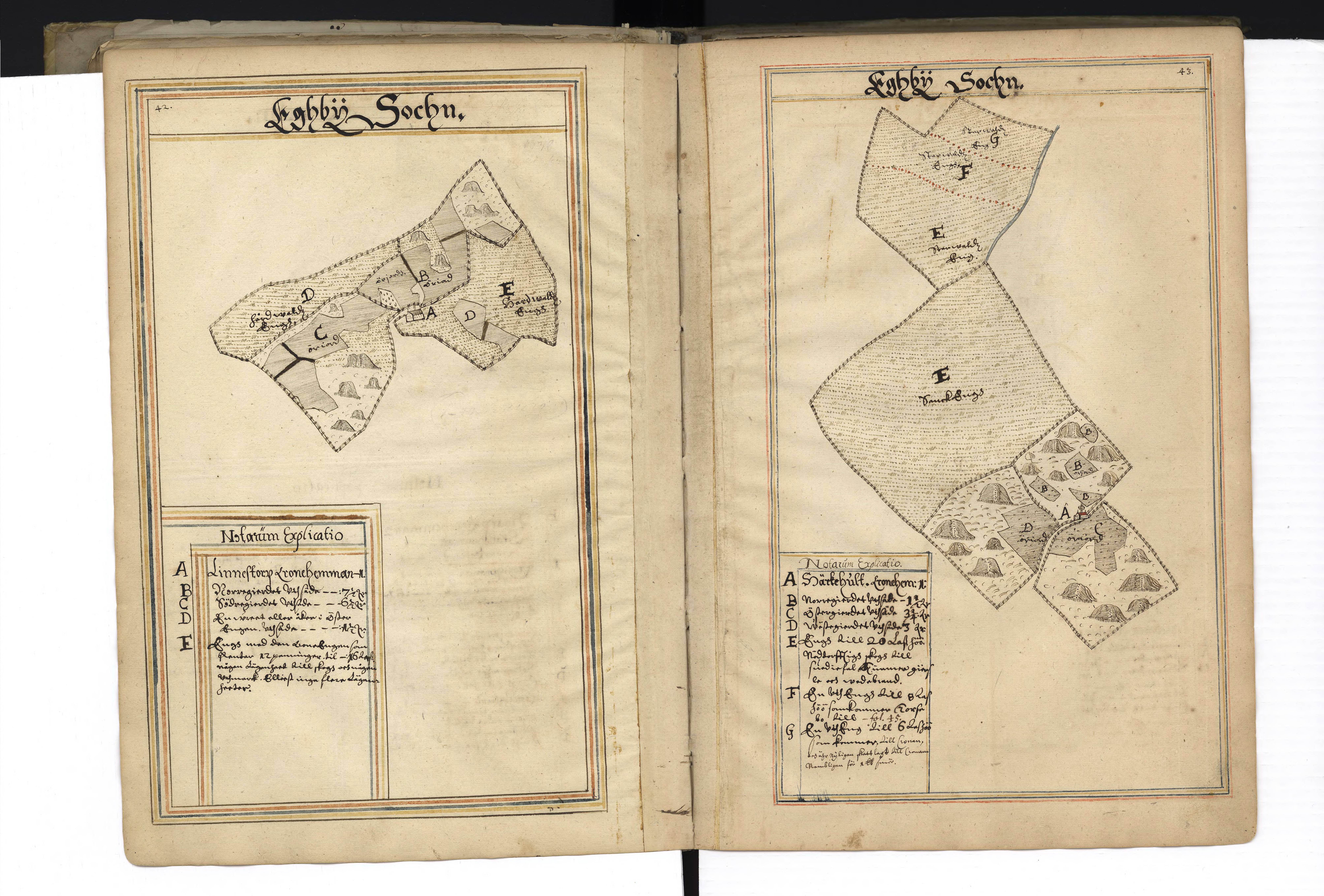
Karta över Herkhult, år 1638.

Herkhult  är en gård från åtminstone 1600-talet i Ekeby socken, Boxholms kommun.

## Historik
Herkhult är en gård från åtminstone 1638 i Ekeby socken, Boxholms kommun som bestod av 1 kronohemman. Stora Herkhult köptes 1932 av Oskar Fabian Gustafsson.

### Backstugor och torp
På gården har det även funnits ett flertal torp och backstugor vid namn Hagen (Nyhagen), Höjden, Perstorp, Lövhagen, Hagalund, Stora Pilstugan, Nystugan och Humpen. Torpmärkning utfördes på Nyhagen och Kårarp 1981, samt Pilstugan 1988.